# Bourgeois Nunataks
Bourgeois Nunataks är nunataker i Antarktis. De ligger i Östantarktis. Australien gör anspråk på området.